# Liga Uruguaya de Básquetbol 2015-16
La XIII Liga Uruguaya de Básquetbol 2015-16, organizada por la FUBB, comenzó el 2 de octubre de 2015. Esta liga nuclea a los equipos de Primera División del Básquetbol uruguayo.

## Ascensos y descensos
| Club                  | Ascendido por                                           |
| --------------------- | ------------------------------------------------------- |
| Urunday Universitario | Campeón del Torneo Metropolitano 2014                   |
| Welcome               | Ganador 1 de Tercera fase del Torneo Metropolitano 2014 |
| Tabaré                | Ganador 2 de Tercera fase del Torneo Metropolitano 2014 |

| Club          | Descendido por                          |
| ------------- | --------------------------------------- |
| Sayago        | 12° Liga Uruguaya de Básquetbol 2014-15 |
| Montevideo    | 13° Liga Uruguaya de Básquetbol 2014-15 |
| Guruyú Waston | 14° Liga Uruguaya de Básquetbol 2014-15 |

## Equipos participantes
| Club                                          | Ciudad     | Barrio         | Entrenador            | 14-15                                                |
| --------------------------------------------- | ---------- | -------------- | --------------------- | ---------------------------------------------------- |
| Club Atlético Aguada                          | Montevideo | La Aguada      | Javier Espíndola      | Cuartos                                              |
| Club Atlético Atenas                          | Montevideo | Palermo        | Martín Frydman        | Semifinal                                            |
| Club Biguá                                    | Montevideo | Villa Biarritz | Edgardo Kogan         | Reclasificatorio                                     |
| Club Atlético Bohemios                        | Montevideo | Pocitos        | Pedro Pereira         | Reclasificatorio                                     |
| Defensor Sporting Club                        | Montevideo | Parque Rodó    | Gerardo Jauri         | Cuartos                                              |
| Club Atlético Goes                            | Montevideo | Goes           | Álvaro Ponce          | Cuartos                                              |
| Asociación Hebraica y Macabi                  | Montevideo | Ciudad Vieja   | Leonardo Zylbersztein | Semifinal                                            |
| Institución Atlética Larre Borges             | Montevideo | Unión          | Daniel Giacoya        | Cuartos                                              |
| Club Malvín                                   | Montevideo | Malvín         | Pablo López           | Campeón                                              |
| Club Atlético Olimpia                         | Montevideo | Colón          | Miguel Volcán         | Reclasificatorio                                     |
| Club Atlético Tabaré                          | Montevideo | Parque Batlle  | Eduardo Hernández     | Ascenso del Metropolitano: Ganador 2 de Tercera fase |
| Club Trouville                                | Montevideo | Pocitos        | Álvaro Tito           | Vicecampeón                                          |
| Club Social y Deportivo Urunday Universitario | Montevideo | Prado          | Héctor Da Prá         | Ascenso del Metropolitano: Campeón                   |
| Club Atlético Welcome                         | Montevideo | Parque Rodó    | Sebastián Barbieri    | Ascenso del Metropolitano: Ganador 1 de Tercera fase |

## Desarrollo

### Fase Clasificatoria
Esta fase comenzó el 2 de octubre, siendo el arranque oficial de la LUB 2015/16 y finalizando el 1° de diciembre. Concluida la misma se obtuvieron los ocho equipos que pasan a jugar la Súper Liga, y los seis que pasan a la Permanencia.

#### Tabla de posiciones
| Pos. | Equipo                | PJ | PG | PP | Pts. |
| ---- | --------------------- | -- | -- | -- | ---- |
| 1º   | Trouville             | 13 | 11 | 2  | 24   |
| 2º   | Malvín                | 13 | 10 | 3  | 23   |
| 3º   | Hebraica y Macabi     | 13 | 10 | 3  | 23   |
| 4º   | Goes                  | 13 | 10 | 3  | 23   |
| 5º   | Defensor Sporting     | 13 | 8  | 5  | 21   |
| 6º   | Biguá                 | 13 | 7  | 6  | 20   |
| 7º   | Larre Borges          | 13 | 6  | 7  | 19   |
| 8º   | Welcome               | 13 | 8  | 5  | 19   |
| 9º   | Urunday Universitario | 13 | 5  | 8  | 18   |
| 10º  | Aguada                | 13 | 5  | 8  | 18   |
| 11º  | Bohemios              | 13 | 4  | 9  | 17   |
| 12º  | Atenas                | 13 | 2  | 11 | 15   |
| 13º  | Olimpia               | 13 | 4  | 9  | 14   |
| 14°  | Tabaré                | 13 | 0  | 13 | 13   |

|  | Equipos clasificados a la Super Liga  |
|  | Equipos clasificados a la Permanencia |

### Súper Liga
Una vez concluida la Super Liga se obtuvieron los cinco equipos clasificados a los Play-Offs y los tres restantes que jugarán el Reclasificatorio, junto con los tres equipos ganadores de la Permanencia.

### Tabla de posiciones
| Pos. | Equipo            | PJ | PG | PP | Mit. Pts. | Pts. |
| ---- | ----------------- | -- | -- | -- | --------- | ---- |
| 1º   | Defensor Sporting | 14 | 11 | 3  | 10,5      | 35,5 |
| 2º   | Trouville         | 14 | 9  | 5  | 12        | 35   |
| 3°   | Hebraica y Macabi | 14 | 9  | 5  | 11,5      | 34,5 |
| 4º   | Goes              | 14 | 9  | 5  | 11,5      | 34,5 |
| 5º   | Malvín            | 14 | 7  | 7  | 11,5      | 32,5 |
| 6º   | Welcome           | 14 | 6  | 8  | 9,5       | 29,5 |
| 7º   | Larre Borges      | 14 | 3  | 11 | 9,5       | 26,5 |
| 8º   | Biguá             | 14 | 2  | 12 | 10        | 26   |

|  | Equipos clasificados a los Play-Offs     |
|  | Equipos clasificados al Reclasificatorio |

### Permanencia
Una vez concluida la Permanencia se obtuvieron los tres equipos clasificados al Reclasificatorio (junto con los tres equipos perdedores de la Super Liga) y los tres restantes que descendieron al Metro 2016.

#### Tabla de posiciones
| Pos. | Equipo                | PJ | PG | PP | Mit. Pts. | Pts. |
| ---- | --------------------- | -- | -- | -- | --------- | ---- |
| 1º   | Olimpia               | 10 | 8  | 2  | 7         | 25   |
| 2º   | Urunday Universitario | 10 | 6  | 4  | 9         | 25   |
| 3º   | Aguada                | 10 | 6  | 4  | 9         | 25   |
| 4º   | Bohemios              | 10 | 6  | 4  | 8,5       | 24,5 |
| 5º   | Atenas                | 10 | 4  | 6  | 7,5       | 21,5 |
| 6º   | Tabaré                | 10 | 0  | 10 | 6,5       | 16,5 |

|  | Equipos clasificados al Reclasificatorio |
|  | Equipos descendidos al Metro 2016        |

### Reclasificatorio
Una vez concluido el Reclasificatorio se obtuvieron los tres equipos clasificados a los Play-Offs, junto con los cinco equipos ganadores de la Super Liga.
| Llave 1 |   | Llave 2               |   | Llave 3 |   |
| ------- | - | --------------------- | - | ------- | - |
| Welcome | 3 | Larre Borges          | 2 | Biguá   | 3 |
| Aguada  | 1 | Urunday Universitario | 3 | Olimpia | 0 |

|  | Equipos clasificados a los Play-Offs |

### Play Offs
|  | Cuartos de final       | Cuartos de final       |                   |                   | Semifinales            | Semifinales            |  |                   | Final                  | Final                  |  |
|  | Al mejor de 5 partidos | Al mejor de 5 partidos |                   |                   | Al mejor de 5 partidos | Al mejor de 5 partidos |  |                   | Al mejor de 7 partidos | Al mejor de 7 partidos |  |
|  |                        |                        |                   |                   |                        |                        |  |                   |                        |                        |  |
|  |                        |                        |                   |                   |                        |                        |  |                   |                        |                        |  |
|  | Defensor Sporting      | 3                      |                   |                   |                        |                        |  |                   |                        |                        |  |
|  | Defensor Sporting      | 3                      |                   |                   |                        |                        |  |                   |                        |                        |  |
|  | Biguá                  | 1                      |                   |                   |                        |                        |  |                   |                        |                        |  |
|  | Biguá                  | 1                      |                   | Defensor Sporting | 3                      |                        |  |                   |                        |                        |  |
|  |                        |                        |                   | Defensor Sporting | 3                      |                        |  |                   |                        |                        |  |
|  |                        |                        | Malvín            | 1                 |                        |                        |  |                   |                        |                        |  |
|  | Goes                   | 0                      | Malvín            | 1                 |                        |                        |  |                   |                        |                        |  |
|  | Goes                   | 0                      |                   |                   |                        |                        |  |                   |                        |                        |  |
|  | Malvín                 | 3                      |                   |                   |                        |                        |  |                   |                        |                        |  |
|  | Malvín                 | 3                      |                   |                   |                        |                        |  | Defensor Sporting | 2                      |                        |  |
|  |                        |                        |                   |                   |                        |                        |  | Defensor Sporting | 2                      |                        |  |
|  |                        |                        | Hebraica y Macabi | 4                 |                        |                        |  |                   |                        |                        |  |
|  | Trouville              | 3                      | Hebraica y Macabi | 4                 |                        |                        |  |                   |                        |                        |  |
|  | Trouville              | 3                      |                   |                   |                        |                        |  |                   |                        |                        |  |
|  | Urunday Universitario  | 2                      |                   |                   |                        |                        |  |                   |                        |                        |  |
|  | Urunday Universitario  | 2                      |                   | Trouville         | 2                      |                        |  |                   |                        |                        |  |
|  |                        |                        |                   | Trouville         | 2                      |                        |  |                   |                        |                        |  |
|  |                        |                        | Hebraica y Macabi | 3                 |                        |                        |  |                   |                        |                        |  |
|  | Hebraica y Macabi      | 3                      | Hebraica y Macabi | 3                 |                        |                        |  |                   |                        |                        |  |
|  | Hebraica y Macabi      | 3                      |                   |                   |                        |                        |  |                   |                        |                        |  |
|  | Welcome                | 0                      |                   |                   |                        |                        |  |                   |                        |                        |  |
|  | Welcome                | 0                      |                   |                   |                        |                        |  |                   |                        |                        |  |
|  |                        |                        |                   |                   |                        |                        |  |                   |                        |                        |  |

| Campeón de la LUB 2015-16 | Hebraica y Macabi | Título de la LUB |